# Kammenwassen
Bij het kammenwassen worden de kammen van de wielen in een molen en de staven van de rondsels aan de drukzijde ingesmeerd met bijenwas. Deze behandeling moet afhankelijk van het aantal draaiuren 1 tot 2 keer per jaar uitgevoerd worden.
De bijenwas wordt gesmolten in een au bain-marie-pan en vervolgens met een kwast op de drukzijde van de kammen en staven gesmeerd. Tegenwoordig wordt echter veelal een plak of staaf bijenwas met behulp van een verfbrander aan één kant gesmolten, waarna deze langs de drukzijde van een kam of staaf gewreven wordt.

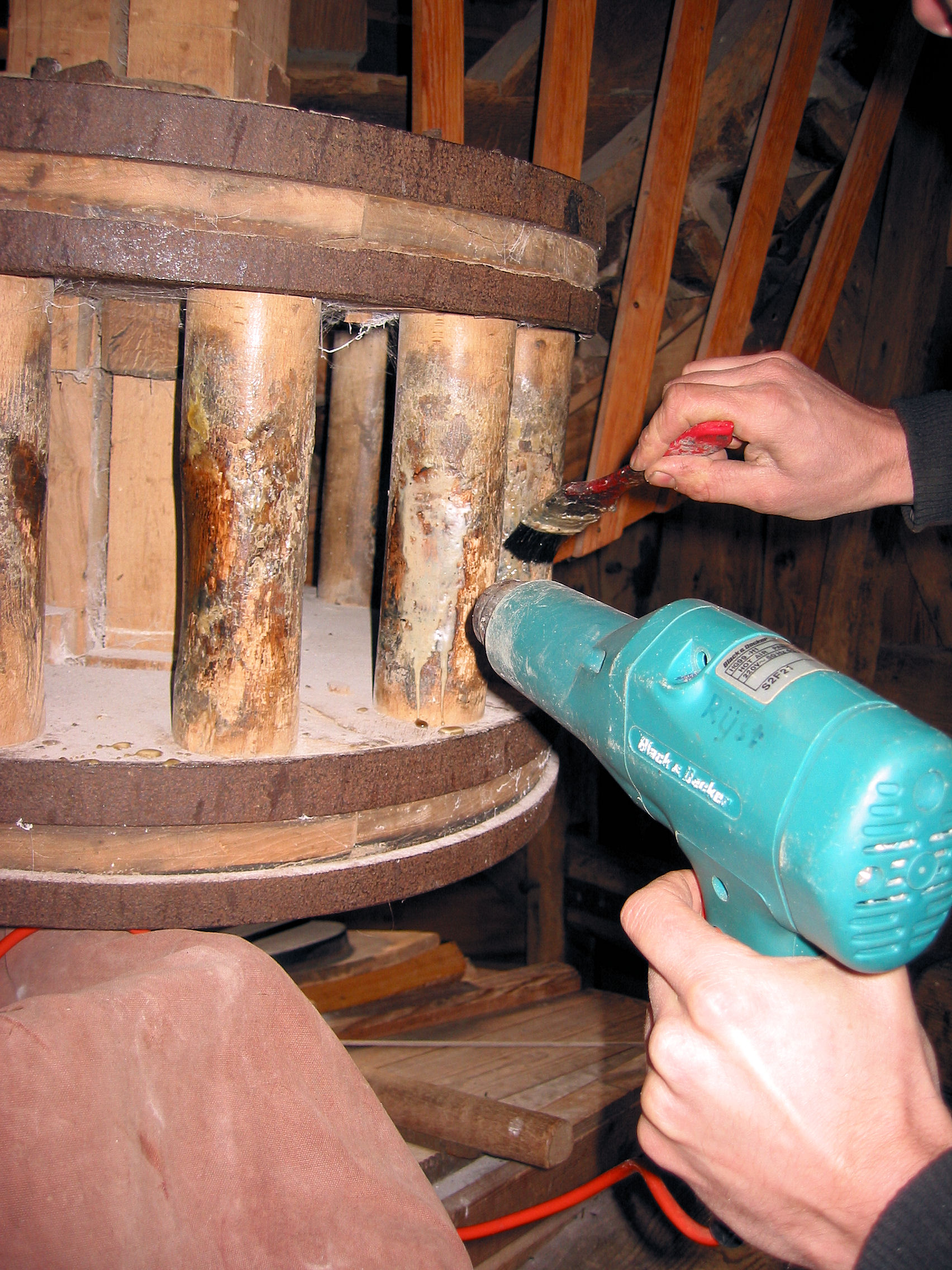
Met bijenwas insmeren (wassen) van de staven
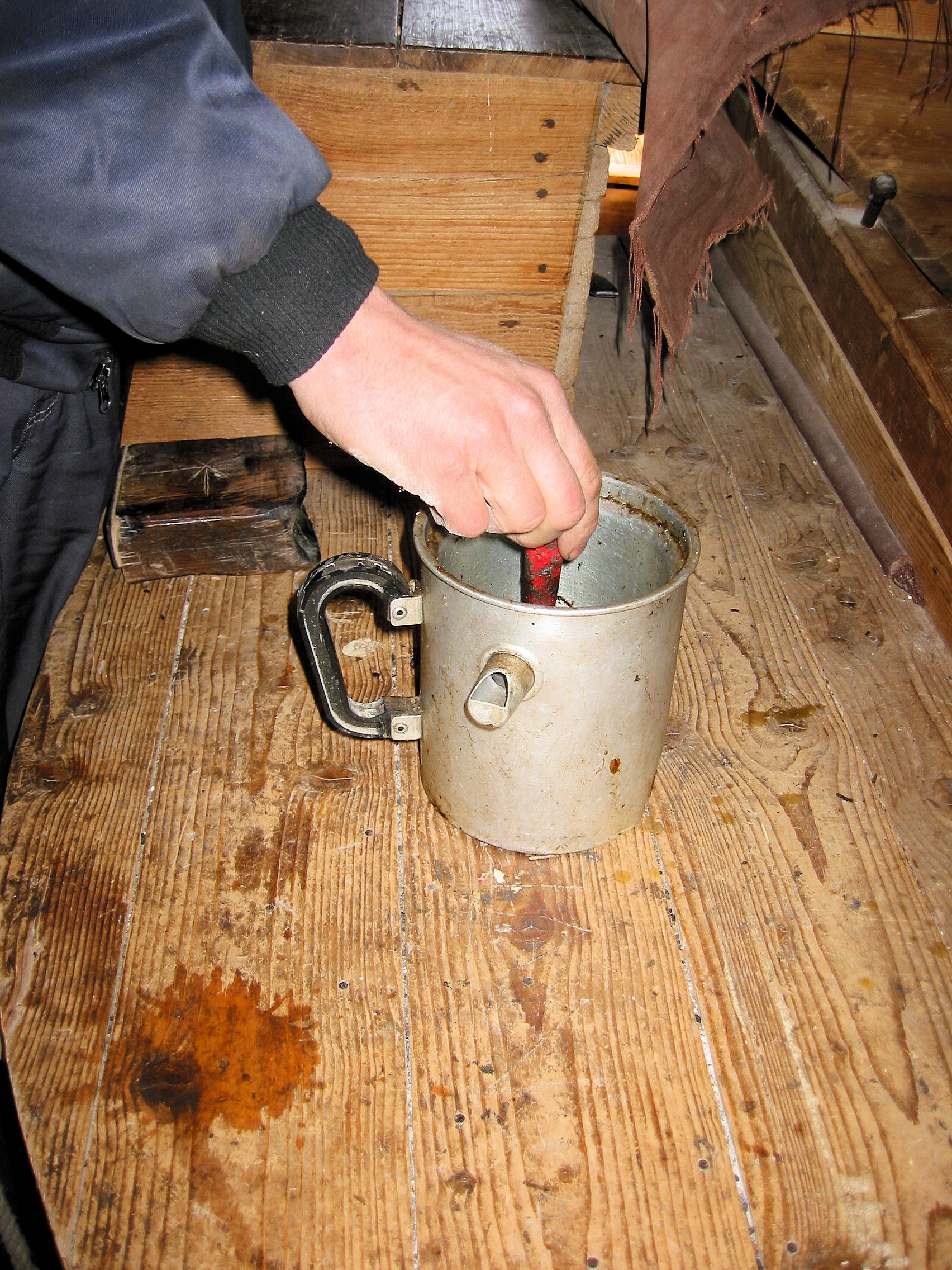
Bijenwas verwarmen in een dubbelwandige melkkookpan
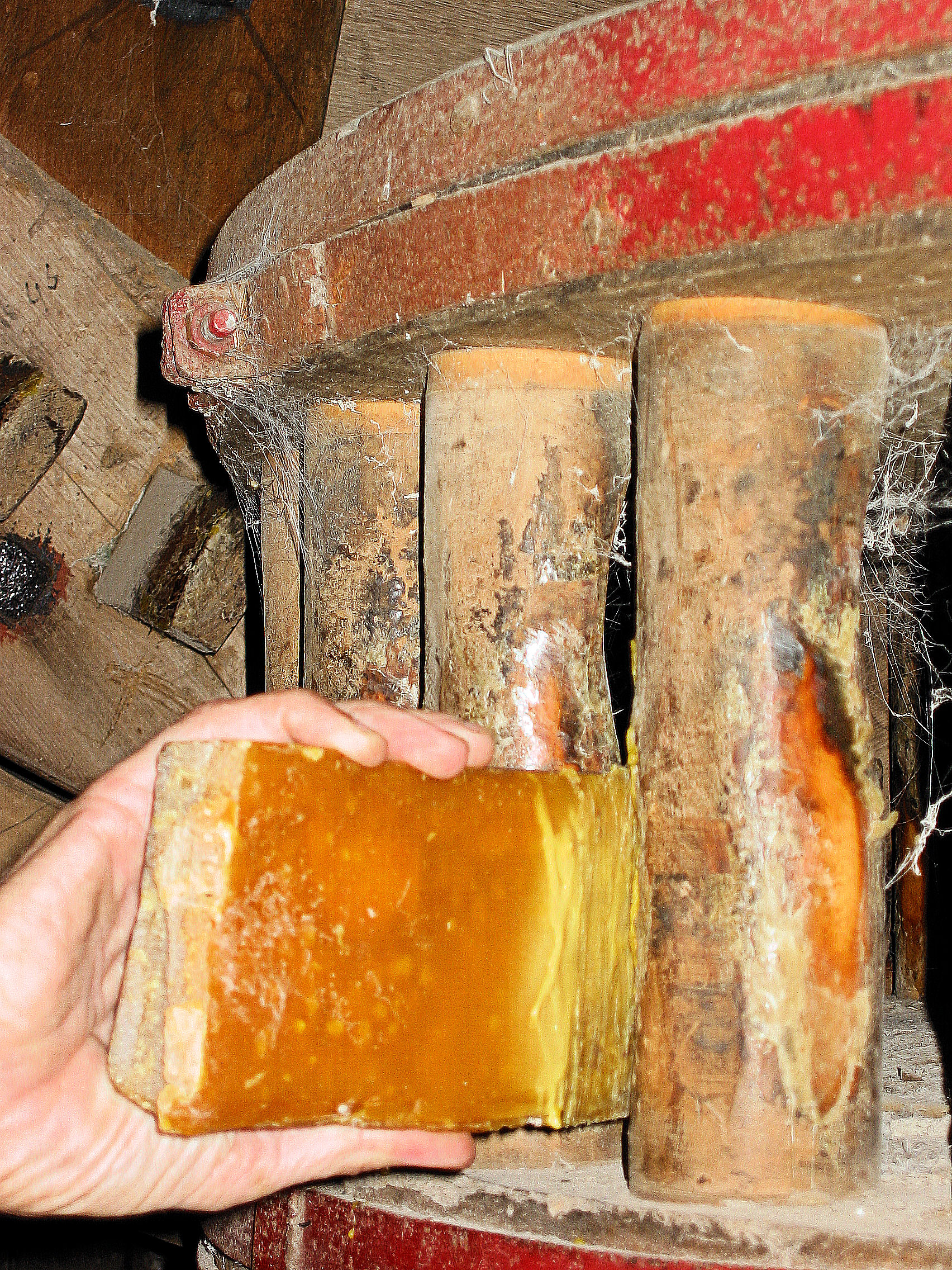
Wassen van de staven met een blok bijenwas